# 스킵 서더스

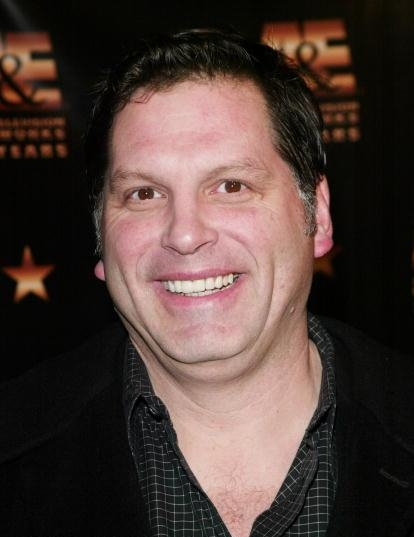

스킵 서더스(Skipp Sudduth, 1956년 8월 23일 ~ )는 미국의 배우이다.

## 출연 작품
- 블로우 더 맨 다운 (2019년)
- 더 네이버 (2016년)
- 쿼리 (2016년) - 로이드 역
- 메도우랜드 (2015년)
- 로렐 (2015년) - 레이놀즈 역
- 헌티드 (2013년)
- 드렁크보트 (2010, Drunkboat)
- 플로리스 (1999년) - 토미 월쉬 역
- 아메리칸 퀴진 (1998년)
- 때로는 모든 걸 잃어볼 필요가 있다 (1998년) - 잭 뉴바우어 역
- 스튜디오 54 (1998년)
- 로닌 (1998년) - 래리 역
- 조지 웰러스 (1997년)
- 이레이저 (1996년)
- 머니 트레인 (1995년)
- 블랙 시티 2 (1993, Daybreak)
- 스캠 - 사기 방정식 (1993년)
- 할아버지의 비밀 (1992년)

### 텔레비전
- 로앤오더 (1995-99)
- 원 라이프 투 리브 (1997)
- 크리미널 마인드 (2006-13)
- CSI: 과학수사대 (2014)